# Qāland-e Soflá
Qāland-e Soflá (persiska: قالند سفلی, Qālend-e Soflá) är en ort i Iran.   Den ligger i provinsen Khuzestan, i den centrala delen av landet, 600 km söder om huvudstaden Teheran. Qāland-e Soflá ligger 313 meter över havet och antalet invånare är 603.
Terrängen runt Qāland-e Soflá är platt åt sydväst, men åt nordost är den kuperad. Runt Qāland-e Soflá är det ganska tätbefolkat, med 62 invånare per kvadratkilometer. Närmaste större samhälle är Behbahān, 10,2 km söder om Qāland-e Soflá. Trakten runt Qāland-e Soflá består till största delen av jordbruksmark.